# Martinsville (Illinois)
Martinsville és una població dels Estats Units a l'estat d'Illinois. Segons el cens del 2000 tenia 1.225 habitants.

## Demografia
Segons el cens del 2000, Martinsville tenia 1.225 habitants, 522 habitatges, i 358 famílies. La densitat de població era de 229,6 habitants/km².
Dels 522 habitatges en un 31% hi vivien nens de menys de 18 anys, en un 54,2% hi vivien parelles casades, en un 9,2% dones solteres, i en un 31,4% no eren unitats familiars. En el 29,7% dels habitatges hi vivien persones soles el 15,9% de les quals corresponia a persones de 65 anys o més que vivien soles. El nombre mitjà de persones vivint en cada habitatge era de 2,35 i el nombre mitjà de persones que vivien en cada família era de 2,86.
Per edats la població es repartia de la següent manera: un 25,1% tenia menys de 18 anys, un 8,2% entre 18 i 24, un 25,6% entre 25 i 44, un 20,8% de 45 a 60 i un 20,2% 65 anys o més.
L'edat mediana era de 39 anys. Per cada 100 dones de 18 o més anys hi havia 92,6 homes.
La renda mediana per habitatge era de 27.961 $ i la renda mediana per família de 36.853 $. Els homes tenien una renda mediana de 25.885 $ mentre que les dones 19.620 $. La renda per capita de la població era de 14.706 $. Aproximadament el 9,1% de les famílies i el 12,3% de la població estaven per davall del llindar de pobresa.

## Poblacions més properes
El següent diagrama mostra les poblacions més properes.